# Skärlandet
Skärlandet är en ö i före detta Ekenäs landskommun i Raseborgs stad, Finland. Den kallas ofta för Skåldö, som egentligen är en by på Skärlandet. Till Skärlandet kommer man med Skåldö landsvägsfärja.
Skärlandet blev år 2007 Finlands första landskapsvårdsområde eftersom ön utgör en nationell och kulturhistoriskt värdefull miljö och där finns många fasta fornlämningar. Landhöjningen har resulterat i flera flador och glor som använts som betesmark. Bosättningen på Skärlandet kan i skriftliga dokument spåras till åtminstone 1500-talet.